# Камикийцы
«Камикийцы» (др.-греч. Κάμικοι) — трагедия древнегреческого драматурга Софокла (V век до н. э.) на тему мифов о Дедале, текст которой утрачен за исключением нескольких коротких отрывков.
Название пьесы — ойконим: речь о жителях сицилийского города Камик, в котором, согласно мифу, нашёл убежище Дедал после того, как прилетел с Крита, спасаясь от царя Миноса. Тот последовал за ним и, чтобы найти Дедала, пообещал большую награду человеку, который проденет нить через извилистую раковину. Дедал решил эту сложную задачу, привязав нить к ноге муравья. Минос понял, что беглец спрятался в Камике, и приехал в этот город. Однако дочери местного царя убили его в ванне, залив вместо тёплой воды кипящей смолой.
Хор пьесы состоял из жителей Камика. В одном из сохранившихся обрывков текста упоминается ученик Дедала Пердикка, убитый им из зависти, в другом говорится о перелёте главного героя с Крита на Сицилию.
Сохранилась одна строка из пьесы Софокла под названием «Минос». Существует гипотеза, что это второе название «Камикийцев».